# Aydano Roriz
Aydano Roriz (Juazeiro, 6 de junho de 1949) é um editor e escritor brasileiro.

## Biografia
Aos 18 anos, seu primeiro emprego foi na Mangal S/A, a usina algodoeira do pai. Na década de 1970, ainda durante a faculdade de economia, montou seu primeiro negócio, uma boate em Salvador. Abandonou a livre iniciativa e fez carreira na Editora Abril, chegando a diretor das revistas Playboy, Quatro Rodas, Cláudia, Nova e Capricho. Saiu da Abril para fundar a Editora Europa em 1986. Em 2016, ao completar 30 Anos, a Editora Europa publicava regularmente 10 revistas, além de guias de viagem, coleções encadernadas, mais de 300 títulos de livros ilustrados em diferentes áreas e Literatura.
Como escritor, seu livro de estreia foi o romance "Os Diamantes Não São Eternos", um trabalho de 12 anos. Publicado pela primeira vez no Brasil em 1998, foi lançado no ano seguinte nos Estados Unidos com o título "Diamonds are Forgiving". Na sequencia, publicou outros livros. Ver “Obras do autor".
Aydano Roriz escreve seus livros no Funchal, na Ilha da Madeira.

## Obras do autor
- Os Diamantes não são Eternos (1998 e 2010 – Brasil; 1999 e 2010 – USA in English language; 2008 – Portugal)
- O Desejado (2002 e 2014 - Brasil; 2003 e 2015 – Portugal)
- O Fundador (2003,2004 e 2011 – Brasil; 2004 – Portugal)
- O Livro dos Hereges (2004 – Brasil; 2006 – Portugal)
- Van Dorth (2006 – Brasil; 2007 – Portugal, com o título O Livro dos Hereges – A Reconquista do Brasil; 2013 eBook in English language)
- Nova Lusitânia (2007 – Portugal; 2008 – Brasil)
- A Guerra dos Hereges (2010 – Brasil)
- Rigoletto - Cuidado! Serial killer a bordo (2013 – Brasil)
- Rigoletto the Novel (2013 eBook in English language )
- The Heretics in The New World (2013 – eBook in English language )
- Zuikerland, The Return of The Heretics (2013 eBook in English language )
- Invasão à Bahia (2014 e 2015 – Brasil; uma nova versão de O Livro dos Hereges)
- Jornada dos Vassalos (2014 – Brasil; uma nova versão de Van Dorth)
- Invasão a Pernambuco (2014 – Brasil; uma nova versão de A Guerra dos Hereges)
- O Desbravador (2015 – Brasil; uma nova versão de Nova Lusitânia)
- O Jardineiro das Estrelas (2017 – Brasil, inspirado em Os Diamantes Não São Eternos)

## Ação social
Em 1998, por influência da esposa, a psicóloga Tânia Marília Ribeiro Roriz, o casal fez um gesto de retribuição à sociedade, sob a forma de ação social. Para tanto, criaram o Instituto Tânia & Aydano Roriz, uma instituição filantrópica que tem por objetivo fomentar o progresso das comunidades, por intermédio do aperfeiçoamento cultural de cada indivíduo. O trabalho de Ação Social do Instituto Tânia & Aydano Roriz foi reconhecido pela UNESCO – Organização das Nações Unidas para a Educação, a Ciência e a Cultura, que chancelou o instituto em 17 de junho de 2002.